# Maria Stern (Neukirchen am Simssee)

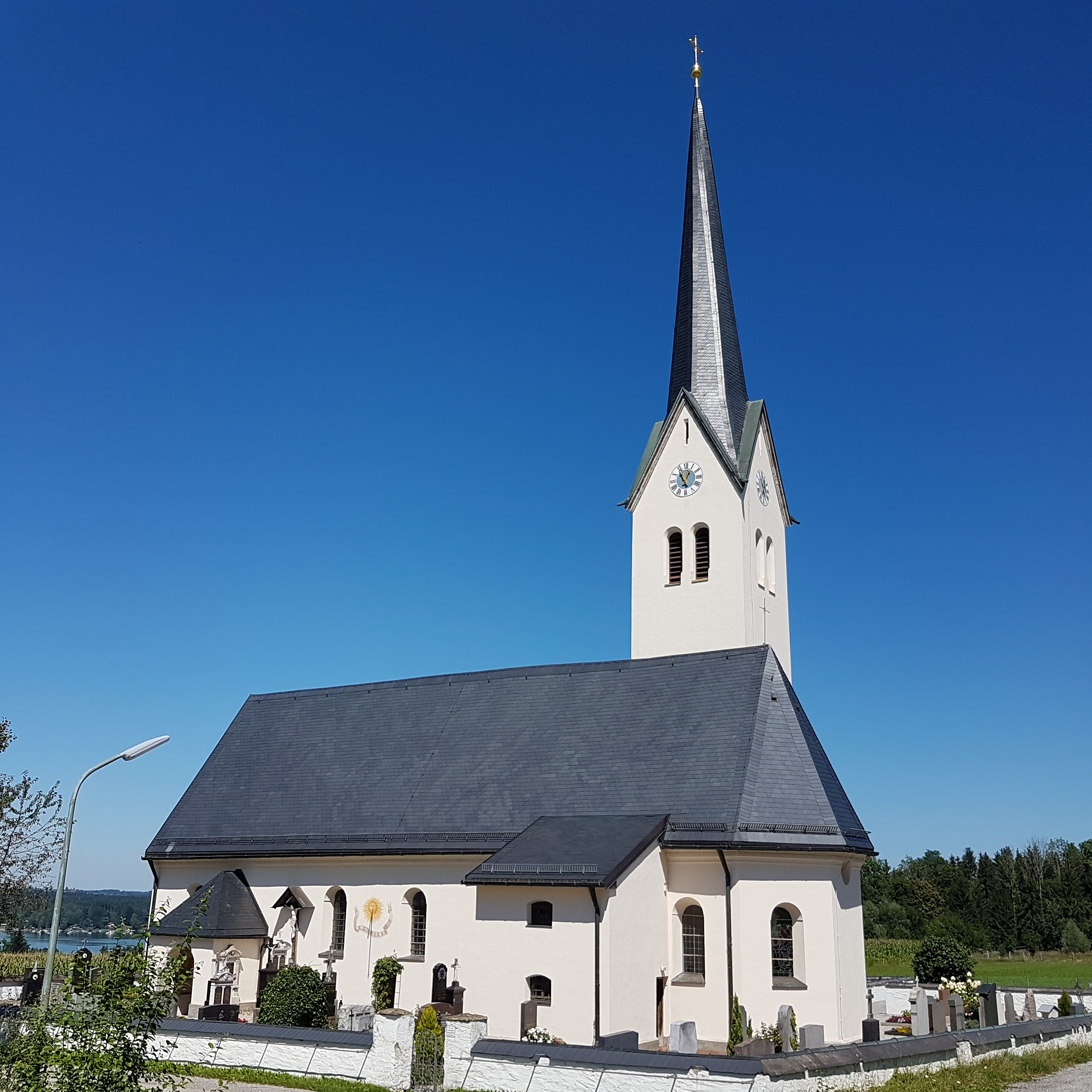
Wallfahrtskirche Maria Stern (Neukirchen am Simssee)

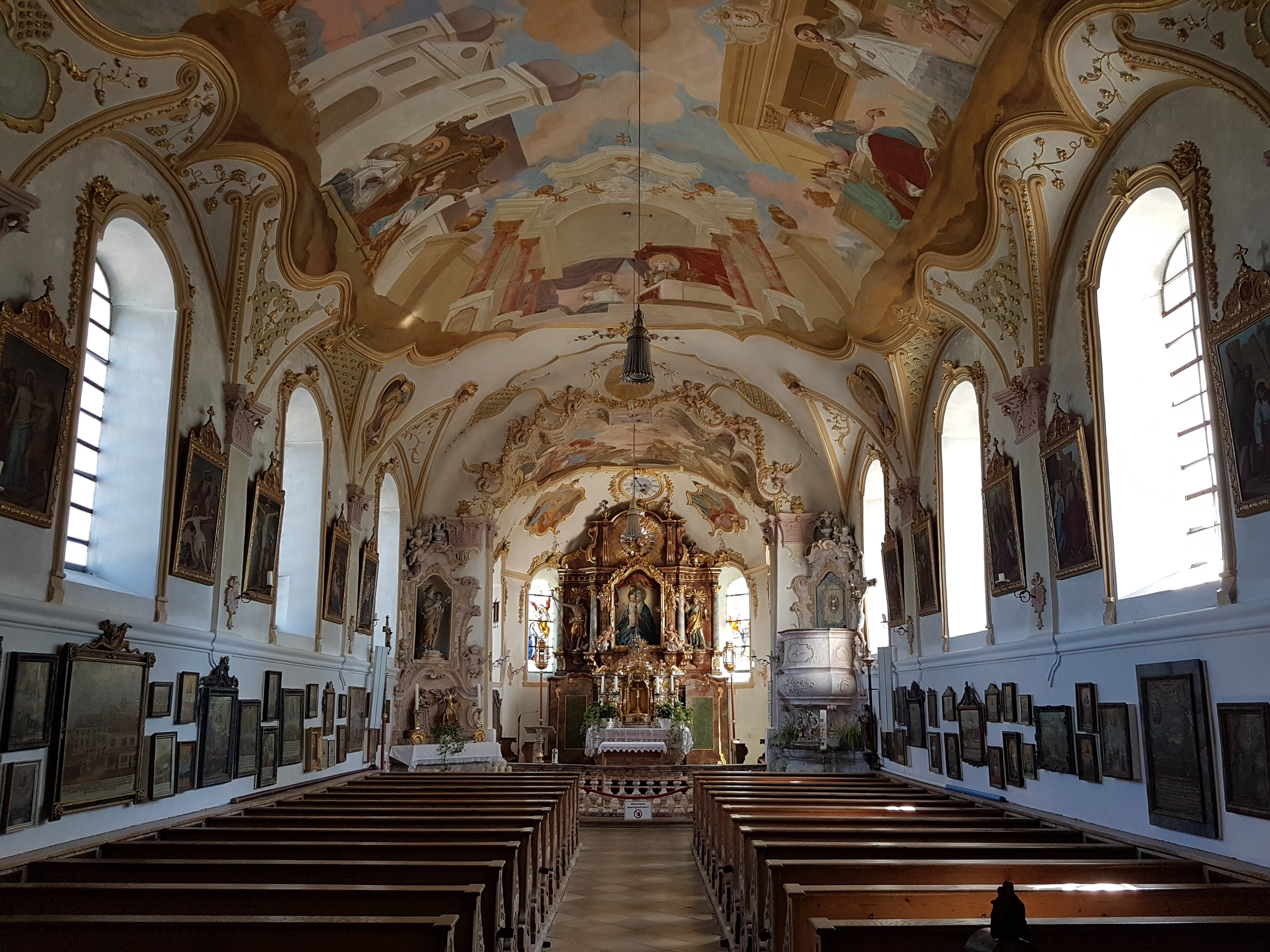
Innenraum mit Blick zum Chor

Die Wallfahrtskirche Maria Stern im oberbayerischen Neukirchen am Simssee ist eine Filiale der Pfarrei Riedering. Neukirchen am Simssee gehört als Gemeindeteil zu Riedering im Landkreis Rosenheim. Der denkmalgeschützte Kirchenbau ist ein im 18. Jahrhundert verlängertes und barockisiertes Bauwerk der Spätgotik von 1442.

## Bau- und Wallfahrtsgeschichte
Der Ort wurde im Jahre 924 als Niuunchircha erstmals urkundlich erwähnt, man vermutet aufgrund des Patroziniums Johannes der Täufer, dass der Vorgängerbau im Mittelalter als Taufkirche für die weite Umgebung gedient haben könnte. Von Beginn an war Neukirchen eine Filiale von Riedering. Die heutige Kirche wurde um 1442 mit einem dreijochigen Langhaus und einem zweijochigen Chor mit Dreiachtelschluss sowie einem Chorflankenturm errichtet. Eine lokale Entstehungslegende sagt aus, dass beim Neubau der heutigen Kirche der Bauplatz durch einen Vogel, der einen blutigen Span im Schnabel trug, angezeigt worden sein soll. Am 1. Februar 1710 wurde in einer feierlichen Prozession das Gnadenbild Maria Stern vom ursprünglichen Standort in der Pfarrkirche Riedering nach Neukirchen übertragen und am Hochaltar angebracht. Das Gemälde wurde von der Riederinger Corpus-Christi-Bruderschaft 1676 für ihre Umzüge angeschafft.

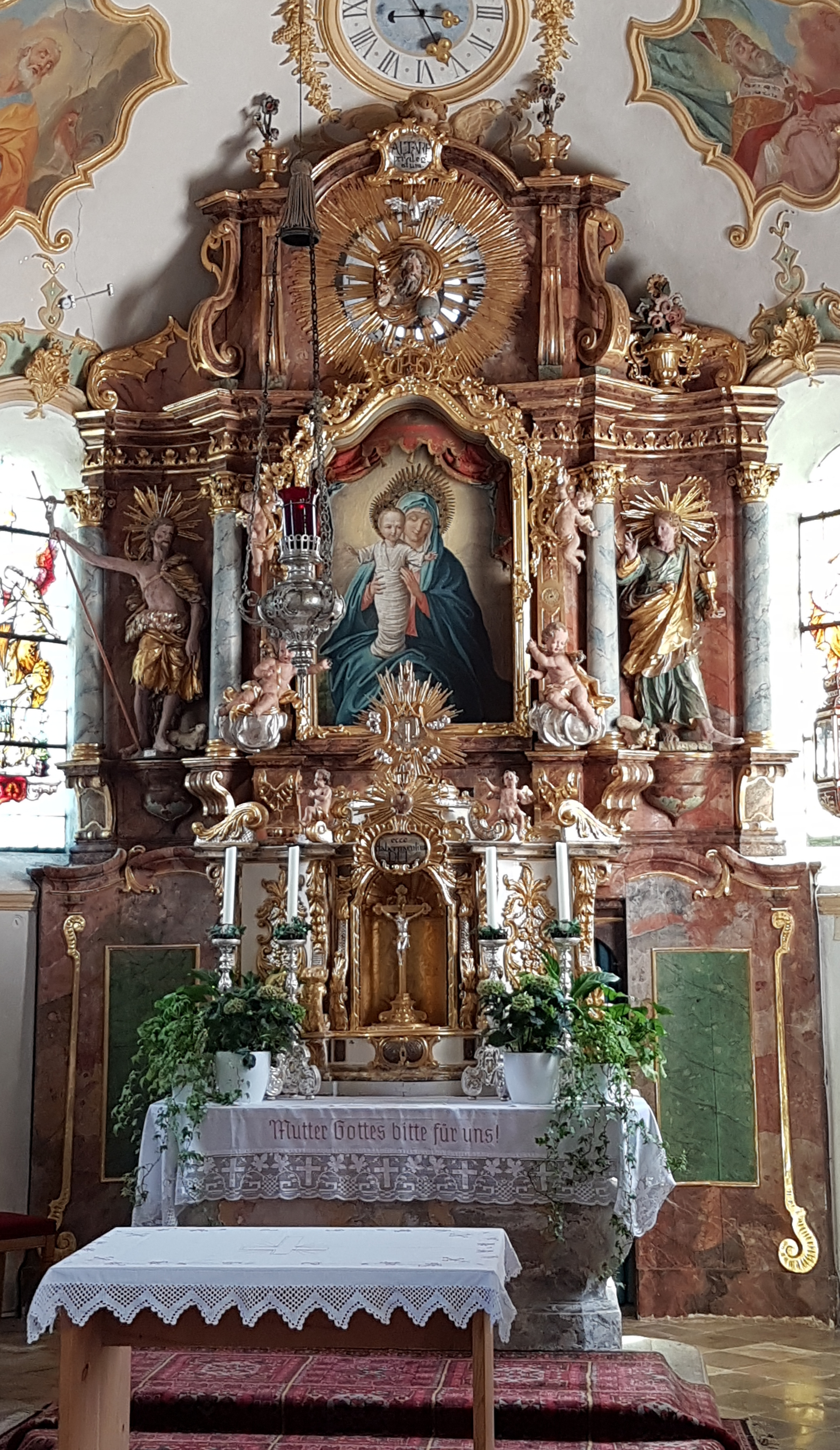
Hochaltar

1730 wurden aufgrund des regen Wallfahrerzustroms am Langhaus nach Westen zwei Joche angefügt. Bei der Umgestaltung des Kircheninneren im Stil des Frührokoko von 1750 bekam der Kirchturm anstatt des Satteldaches eine zeitgenössische Doppelzwiebelhaube. Eine bildliche Darstellung befindet sich auf der Votivtafel für Joseph Hamberger von 1786. Diese Turmbekrönung wurde bereits 1874 durch den heutigen Rautenspitzhelm ersetzt.
Renovierungen an der Kirche fanden 1844, 1880–1893, 1946 und 1977/78 statt.

## Architektur und Ausstattung
Die Kirche zeigt sich, aufgrund der Verlängerung, als langgestrecktes Bauwerk mit einem ungegliederten Äußeren. Das Langhaus besitzt fünf Joche und auf der Südseite am vorletzten Joch ein vorgesetztes Vorzeichen. Auf der Nordseite, der Sakristei gegenüber, befindet sich der Spitzhelmturm.

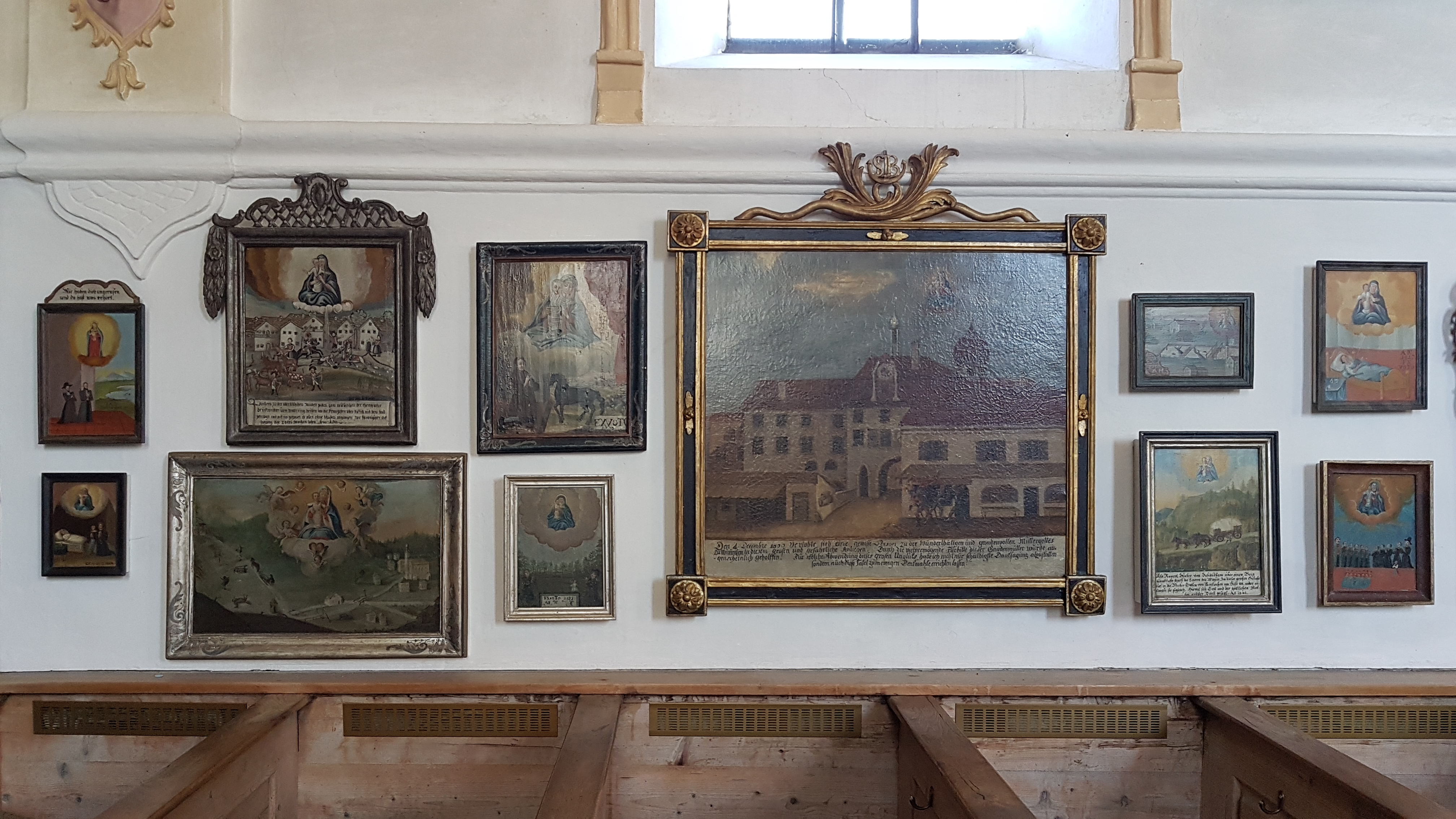
Teil der mehr als hundert Votivtafeln

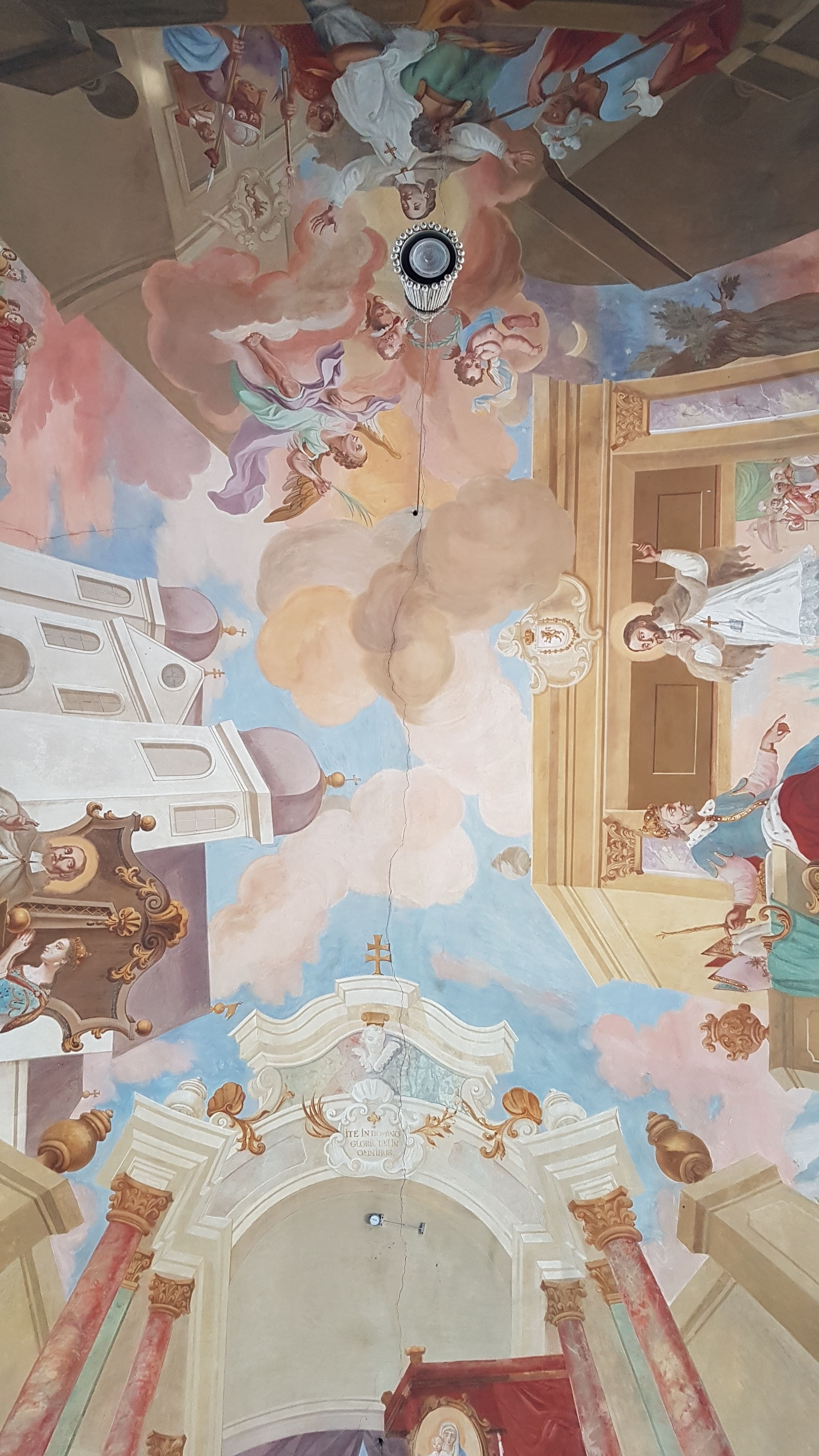
Langhausfresko

Im Innern trennt ein reich stuckierter geschwungener Chorbogen das Langhaus vom Altarraum. Die Westempore weist eine ebenso kunstvoll geschwungene Brüstung auf. Die Stichkappentonnen des Kirchenraums sind nahezu komplett mit Fresken geschmückt, wobei die Langhausdecke ein einziges Gemälde ziert.

### Ausstattung
Im Zentrum des prunkvollen mit Rocaille-Schnitzereien versehenen Hochaltars (1757) mit Doppelsäulen-Aufbau befindet sich das Gnadenbild Maria Stern. An den Seiten stehen zwischen den Säulen die Heiligen Johannes der Täufer (links) und Johannes Evangelist (rechts). Im Altarauszug thront Gottvater mit der Weltkugel. Die Figuren stammen vom Rosenheimer Blasius Mass und befanden sich am Hochaltar von 1672.
Der linke Seitenaltar und die gegenüberliegende Kanzel entstanden 1946/47 anlässlich der Renovierung und wurden im Stil eines Rokoko-Stuckaltars angefertigt. In der Altarnische steht eine Josefsfigur und darunter auf der Mensa eine Verkündigungsgruppe, die aus spätbarocker Zeit stammen. Eine Taufe-Christi-Schnitzgruppe aus dem 18. Jahrhundert ziert den Taufbeckendeckel, der in den Kanzelunterbau eingelassen wurde.
Die Deckenfresken, die Joseph Adam Mölck im Jahr 1750 geschaffen hat, zeigen im Chor die Predigt Johannes des Täufers vor Herodes am Jordan, umgeben von Medaillonbild-Darstellungen der Heiligen Joseph, Petrus, Augustinus und Franz Xaver. Das monumentale Langhausdeckenfresko stellt fünf Szenen aus dem Leben des hl. Nepomuk dar.
Bemerkenswert sind die über einhundert oberhalb der Kirchenbänke über die gesamte Langhauswand angebrachten Votivbilder vom 18. bis ins 20. Jahrhundert. Das älteste stammt aus dem Jahr 1711. Während der Renovierungszeit von 1880–1893 wurden die Orgel, das neuromanische Kirchengestühl und der Kreuzweg geschaffen.